# أندرو بارك
أندرو بارك (بالإنجليزية: Andrew Park)‏ هو لاعب كرة مضرب أمريكي، ولد في 2 يناير 1980 في سان مارينو في الولايات المتحدة.